# جيرين (دراغون بول)
جيرين (باليابانية:ジレン) هو شخصية من سلسلة دراغون بول من تاليف أكيرا تورياما.  وهو من محاربي الفخر، منظمة بطولية في الكون 11.
يُعد جيرين اقوى الفانيين في الـ12 كون، جيرين يمتلك القوة الكافية لتدمير نسيج الزمكان.
جيرين هو العدو الرئيسي لغوكو في بطولة الأكوان. في هذه البطولة ظهر الفرق جليًا بالقوة بين جيرين وغوكو حيث أن ضربات غوكو لم تستطيع التاثير بجيرين، مما ادى في نهاية الأمر إلى إيقاظ قوة جديدة لدى غوكو تسمى الغريزة الفائقة مما يسمح بتصاعف قوة غوكو أضعافًا مضافة مما يعطيه قوة جبارة تفوق قوة جيرين لكنه يفقدها وفي النهاية ينتهي أمر جيرين على يد كل من غوكو وفريزا فيموت جيرين ومن معه إلا أن الآلي ر. 17 المنتصر يتمنى عودة جميع الأكوان بساكنيها بما فيهم جيرين.

## انظر ايضًا
سون غوكو
فيجيتا
دراغون بول سوبر